# Khu tự trị (Trung Quốc)
Khu tự trị của Trung Quốc (phồn thể: 自治區, giản thể: 自治区, bính âm: zìzhìqū, Hán-Việt: tự trị khu) là các đơn vị hành chính tương đương tỉnh và là nơi các sắc tộc thiểu số ở Trung Quốc có số lượng lớn trong đó có một sắc tộc thiểu số nào đó có số lượng vượt trội. Theo hiến pháp Trung Quốc, các khu tự trị có quyền lập pháp cao hơn so với các tỉnh, song trên thực tế chính quyền các khu này không có nhiều quyền lực hơn so với chính quyền các tỉnh.
Hiện Trung Quốc có 5 khu tự trị là:
- Khu tự trị dân tộc Choang Quảng Tây
- Khu tự trị dân tộc Duy Ngô Nhĩ Tân Cương
- Khu tự trị dân tộc Hồi Ninh Hạ
- Khu tự trị Nội Mông Cổ
- Khu tự trị Tây Tạng.